# Скульптуры Марли в Лувре
Скульптуры Марли в Лувре — коллекция скульптур Лувра, ранее находившихся в парке дворца Марли. Большинство скульптур выставлены в зале Марли — зале, созданном в 1993 году на месте одного из внутренних двориков Лувра.

## История коллекции Лувра
После смерти Людовика XIV 1 сентября 1715 года, Людовик XV вступил на престол под опекой регента Филиппа Орлеанского. Регент перевозит пятилетнего короля из дворца Марли в Тюильри. Для того, чтобы придать старому дворцу достойный королевской власти вид, в сад Тюильри перевозят часть скульптур из парка Марли. Одну часть перевезенных скульптур устанавливают в западной части сада, вокруг восьмиугольного фонтана. Другую часть — в основном изображения природных божеств — выставляют на террасе рядом со дворцом, в восточной части парка.
После революции Тюильри становится «народным дворцом» (фр. palais nationnal), там заседает Учредительное собрание, Директория и консулы. Из сада Тюильри делают сад-музей, призванный красотой пробуждать в народе лучшие чувства — для этого туда свозят скульптуры из королевских коллекций, в первую очередь — оставшиеся в Марли статуи.

## Выставленные скульптуры
Большая часть скульптур Марли из коллекции Лувра — 39 статуй, 8 ваз и 6 скамеек — находятся в зале Марли. Ещё 4 скульптуры находятся в галерее Микеланджело. Наконец, две статуи выставлены в саду Тюильри.

### Скульптуры зала Марли
| Русское название                   | Оригинальное название | Художник                    | Изображение | В базе данных Лувра                                                                                  |
| ---------------------------------- | --------------------- | --------------------------- | ----------- | --- |
| «Сена»                             |                       | Куазво                      |             | «Сена» в базе данных Лувра (фр.)                                                                     |
| «Марна»                            |                       | Куазво                      |             | «Марна» в базе данных Лувра (фр.)                                                                    |
| «Нептун»                           |                       | Куазво                      |             | «Нептун» в базе данных Лувра (фр.)                                                                   |
| «Амфитрита»                        |                       | Куазво                      |             | «Амфитрита» в базе данных Лувра (фр.)                                                                |
| «Сена и Марна»                     |                       | Никола Кусту                |             | «Сена и Марна» в базе данных Лувра (фр.)                                                             |
| «Луара и Луаре»                    |                       | Корнель ван Клев            |             | «Луара и Луаре» в базе данных Лувра (фр.)                                                            |
| «Меркурий на пегасе»               |                       | Куазво                      |             | «Меркурий на пегасе» в базе данных Лувра (фр.)                                                       |
| «Слава на пегасе»                  |                       | Куазво                      |             | «Слава на пегасе» в базе данных Лувра (фр.)                                                          |
| «Флора»                            |                       | Фремен                      |             | «Флора» в базе данных Лувра (фр.)                                                                    |
| «Фавн с флейтой»                   |                       | Куазво                      |             | «Фавн с флейтой» в базе данных Лувра (фр.)                                                           |
| «Охотник на отдыхе»                |                       | Никола Кусту                |             | «Охотник на отдыхе» в базе данных Лувра (фр.)                                                        |
| «Аталанта»                         |                       | копия Лепотра               |             | «Аталанта» в базе данных Лувра (фр.)                                                                 |
| «Гиппомен»                         |                       | Гийом Кусту                 |             | «Гиппомен» в базе данных Лувра (фр.)                                                                 |
| «Аполлон»                          |                       | Никола Кусту                |             | «Аполлон» в базе данных Лувра (фр.)                                                                  |
| «Дафна»                            |                       | Гийом Кусту                 |             | «Дафна» в базе данных Лувра (фр.)                                                                    |
| «Диана»                            |                       |                             |             | «Диана» в базе данных Лувра (фр.)                                                                    |
| «Спутница Дианы»                   |                       | Фламен (фр. Anselme Flamen) |             | «Спутница Дианы» в базе данных Лувра (фр.)                                                           |
| «Спутница Дианы»                   |                       | Фремен                      |             | «Спутница Дианы» в базе данных Лувра (фр.)                                                           |
| «Спутница Дианы»                   |                       | Мазьер                      |             | «Спутница Дианы» в базе данных Лувра (фр.)                                                           |
| «Адонис»                           |                       | копия Келлер                |             | «Адонис» в базе данных Лувра (фр.)                                                                   |
| «Порчеллино»                       |                       | копия Фоджини               |             | «Порчеллино» не является частью коллекции Лувра, но выставлен в музее как часть одолженной коллекции |
| «Венера Каллипига»                 |                       | копия Баруа                 |             | «Венера Каллипига» в базе данных Лувра (фр.)                                                         |
| «Борцы»                            |                       | копия Манье                 |             | «Борцы» в базе данных Лувра (фр.)                                                                    |
| «Фавн с козлёнком»                 |                       | копия Лепотр                |             | «Фавн с козлёнком» в базе данных Лувра (фр.)                                                         |
| «Дидона»                           |                       | Коше                        |             | «Дидона» в базе данных Лувра (фр.)                                                                   |
| «Дети с козой»                     |                       | Саразен                     |             | «Дети с козой» в базе данных Лувра (фр.)                                                             |
| «Помона»                           |                       |                             |             | «Помона» в базе данных Лувра (фр.)                                                                   |
| «Воздух»                           |                       |                             |             | «Воздух» в базе данных Лувра (фр.)                                                                   |
| «Лошадь Марли»                     |                       |                             |             | «Лошадь Марли» в базе данных Лувра (фр.)                                                             |
| «Лошадь Марли»                     |                       |                             |             | «Лошадь Марли» в базе данных Лувра (фр.)                                                             |
| «Охотник, убивающий оленя»         |                       |                             |             | «Охотник, убивающий оленя» в базе данных Лувра (фр.)                                                 |
| «Охотник, убивающий кабана»        |                       |                             |             | «Охотник, убивающий кабана» в базе данных Лувра (фр.)                                                |
| «Нимфа с голубкой»                 |                       |                             |             | «Нимфа с голубкой» в базе данных Лувра (фр.)                                                         |
| «Нимфа с колчаном»                 |                       |                             |             | «Нимфа с колчаном» в базе данных Лувра (фр.)                                                         |
| «Гамадриада»                       |                       |                             |             | «Гамадриада» в базе данных Лувра (фр.)                                                               |
| «Венера на корточках»              |                       |                             |             | «Венера на корточках» в базе данных Лувра (фр.)                                                      |
| «Флора»                            |                       |                             |             | «Флора» в базе данных Лувра (фр.)                                                                    |
| «Меркурий»                         |                       |                             |             | «Меркурий» в базе данных Лувра (фр.)                                                                 |
| «Психея»                           |                       |                             |             | «Психея» в базе данных Лувра (фр.)                                                                   |
| «Аврора»                           |                       |                             |             | «Аврора» в базе данных Лувра (фр.)                                                                   |
| «Аретуса»                          |                       |                             |             | «Аретуса» в базе данных Лувра (фр.)                                                                  |
| «Амфитрита»                        |                       |                             |             | «Амфитрита» в базе данных Лувра (фр.)                                                                |
|                                    | «Aristée»             |                             |             | «Aristée» в базе данных Лувра (фр.)                                                                  |
|                                    | «Arria et Paetus»     |                             |             | «Arria et Paetus» в базе данных Лувра (фр.)                                                          |
|                                    | «Enée et Anchise»     |                             |             | «Enée et Anchise» в базе данных Лувра (фр.)                                                          |
| «Ваза»                             |                       |                             |             | «Ваза» в базе данных Лувра (фр.)                                                                     |
| «Ваза»                             |                       |                             |             | «Ваза» в базе данных Лувра (фр.)                                                                     |
| «Ваза»                             |                       |                             |             | «Ваза» в базе данных Лувра (фр.)                                                                     |
| «Ваза»                             |                       |                             |             | «Ваза» в базе данных Лувра (фр.)                                                                     |
| «Ваза»                             |                       |                             |             | «Ваза» в базе данных Лувра (фр.)                                                                     |
| «Ваза»                             |                       |                             |             | «Ваза» в базе данных Лувра (фр.)                                                                     |
| «Ваза»                             |                       |                             |             | «Ваза» в базе данных Лувра (фр.)                                                                     |
|                                    | «Cassolette»          |                             |             | «Cassolette» в базе данных Лувра (фр.)                                                               |
|                                    | «Cassolette»          |                             |             | «Cassolette» в базе данных Лувра (фр.)                                                               |
|                                    | «Cassolette»          |                             |             | «Cassolette» в базе данных Лувра (фр.)                                                               |
|                                    | «Cassolette»          |                             |             | «Cassolette» в базе данных Лувра (фр.)                                                               |
| «Пьедестал с охотничьими трофеями» |                       |                             |             | «Пьедестал с охотничьими трофеями» в базе данных Лувра (фр.)                                         |

### Скульптуры галереи Микеладжело
| Русское название               | Оригинальное название | Художник                                  | Изображение | В базе данных Лувра                                      |
| ------------------------------ | --------------------- | ----------------------------------------- | ----------- | -------------------------------------------------------- |
| «Геракл, сражающийся с гидрой» |                       | северная Италия, вторая четверть XVI века |             | «Геракл, сражающийся с гидрой» в базе данных Лувра (фр.) |
| «Меркурий и Психея»            |                       | Адриан де Врис                            |             | «Меркурий и Психея» в базе данных Лувра (фр.)            |

### Скульптуры сада Тюильри
| Русское название | Оригинальное название | Художник | Изображение | В базе данных Лувра |
| ---------------- | --------------------- | -------- | ----------- | ------------------- |
| «Тибр»           |                       |          |             |                     |
| «Нил»            |                       |          |             |                     |